# Real Mamoré Trinidad
Club Municipal Real Mamoré – boliwijski klub piłkarski z siedzibą w mieście Trinidad.

## Osiągnięcia
- Mistrz drugiej ligi boliwijskiej w roku 2006.

## Historia
Municipal Real Mamoré powstał w 2006 roku w wyniku fuzji klubu Municipal Trinidad z klubem Real Mamoré. Połączona drużyna wygrała drugą ligę i w roku 2007 przystąpiła do rozgrywek pierwszoligowych w roli beniaminka.